# 格里特·福泽
格里特·福泽（德語：Gerrit Fauser，1989年7月13日—），德国男子冰球运动员，场上位置是前锋。他曾代表德国参加2018年冬季奥林匹克运动会冰球比赛，获得一枚银牌。